# Als de zon schijnt
Als de zon schijnt is een single uit juni 1983 van André van Duin. Het is afkomstig van zijn studioalbum Wij uit 1982, met een twaalftal luisterliedjes. De B-kant Zitten in de zon werd geschreven door Harry van Hoof met Joost Timp.

## Geschiedenis
Als de zon schijnt is een cover van Buona sera, Mrs. Campbell uit de gelijknamige film van Melvin Frank. Het lied werd in 1969 op single uitgebracht door Jimmy Roselli, in sommige landen als A-kant en in andere alleen als B-kant. Roselli had geen rol in de film. André van Duin schreef er een nieuwe tekst bij. Hij liet de typetjes en stemmetjes uit zijn voorgaande singles weg en Harry van Hoof verzorgde het arrangement. André van Duin kreeg in Will Hoebee te maken met een nieuwe muziekproducent, die de opnamen bijstond in de Wisseloordstudio's.
In juli 2009 bracht Van Duin nog een remix (Zomermix 2009) van zijn plaat op de markt, dat even de Mega Top 50 op 3FM schampte en in de Single Top 100 een 44e positie behaalde. In het televisieseizoen 2016-2017 werd het gebruikt als reclamelied bij Jumboreclames. In 2017 werd het door luisteraars van de commerciële radiozender 100% NL tot beste Nederlandse zomerhit uitgeroepen, en nam Van Duin een nieuwe versie op met de band Van Huys Uit. Van Duin toen in het programma Jinek van 28 juli: "Ik keek naar de film en de melodie viel me meteen als vrolijk op; ik schreef er in korte tijd een nieuwe tekst bij. De oorspronkelijke schrijvers zullen wel weer verbaasd zijn als er aan het eind van het jaar weer auteursrechten ontvangen; ik weet overigens niet of de schrijvers nog leven." Beide schrijvers zijn inmiddels overleden.

## Hitnoteringen
De hitgevoeligheid was minder dan zijn voorgaande singles. Hoewel in Nederland de plaat veel werd gedraaid op de landelijke radiozenders, werd de top 10 van de destijds drie landelijke hitlijsten op de nationale publieke popzender Hilversum 3 niet bereikt. De plaat piekte op de 24e positie in de TROS Top 50. In de Europese hitlijst op Hilversum 3, de TROS Europarade, werd géén notering behaald.
Ook in België (Vlaanderen) werd de top 10 van zowel de voorloper van de Vlaamse Ultratop 50 als de Vlaamse Radio 2 Top 30 niet bereikt.

### Nederlandse Top 40
| Positie: | 31 | 27 | 26 | 31 | 40 | uit |

### Nationale Hitparade
| Positie: | 43 | 29 | 27 | 25 | 30 | 36 | uit |

### TROS Top 50
Hirnotering: 09-06-1983 t/m 30-06-1983. Hoogste notering: #24 (1 week).

### Vlaamse Radio 2 Top 30
| Positie: | 30 | 29 | uit |

### Vlaamse Ultratop 50
| Positie: | 38 | 37 | uit |

### Evergreen Top 1000
| Evergreen Top 1000 "Als De Zon Schijnt" | Evergreen Top 1000 "Als De Zon Schijnt" | Evergreen Top 1000 "Als De Zon Schijnt" | Evergreen Top 1000 "Als De Zon Schijnt" | Evergreen Top 1000 "Als De Zon Schijnt" | Evergreen Top 1000 "Als De Zon Schijnt" | Evergreen Top 1000 "Als De Zon Schijnt" | Evergreen Top 1000 "Als De Zon Schijnt" | Evergreen Top 1000 "Als De Zon Schijnt" | Evergreen Top 1000 "Als De Zon Schijnt" | Evergreen Top 1000 "Als De Zon Schijnt" |
| Jaar                                    | 2008                                    | 2009                                    | 2010                                    | 2011                                    | 2012                                    | 2013                                    | 2014                                    | 2015                                    | 2016                                    | 2017                                    |
| --------------------------------------- | --------------------------------------- | --------------------------------------- | --------------------------------------- | --------------------------------------- | --------------------------------------- | --------------------------------------- | --------------------------------------- | --------------------------------------- | --------------------------------------- | --------------------------------------- |
| Positie                                 | -                                       | 276                                     | 746                                     | 733                                     | 757                                     | 842                                     | 669                                     | -                                       | 501                                     | 637                                     |

### NPO Radio 2 Top 2000
| Nummer met noteringen in de NPO Radio 2 Top 2000 | '21  | '22  | '23  | '24  |
| ------------------------------------------------ | ---- | ---- | ---- | ---- |
| Als de zon schijnt                               | 1786 | 1857 | 1928 | 1616 |

1. ↑  Een vetgedrukt getal geeft de hoogste notering aan.
2. ↑  2021 was het eerste jaar met een notering voor dit nummer.

## Covers en gebruik in de media
- Dries Roelvink[5] , Free Souffriau[6], Kathleen Aerts[7] en Nico Landers hebben afzonderlijk coverversies opgenomen, maar wisten de hitparades niet te halen.
- In 2016 werd het lied gebruikt in een televisiereclame van Jumbo Supermarkten bij een (verregende) barbecue.
- Gerard Ekdom heeft in 2022 voor Radio 10 de melodie gebruikt voor 'Oh wat is het leven fijn op de camping'.[8]